# Mourecotelles moldenkei
Mourecotelles moldenkei is een vliesvleugelig insect uit de familie Colletidae. De wetenschappelijke naam van de soort is voor het eerst geldig gepubliceerd in 1978 door Toro & Cabezas.